# Саттарова, Хамида Валиулловна
Хамида Валиулловна Саттарова (род. 17 августа 1940, Уктеево, Башкирская АССР) — советский хозяйственный, государственный и политический деятель.

## Биография
Родилась 17 августа 1940 года в селе Уктеево. Член КПСС.
С 1957 года — на хозяйственной, общественной и политической работе. В 1957—1994 годы — электрогазосварщица в строительном тресте № 3 города Уфы, электрогазосварщица на строительстве сельских объектов при освоении целины в Казахской ССР, электрогазосварщица Илишевского районного объединения «Сельхозтехника» Башкирской АССР.
За высокую эффективность и качество работы при эксплуатации и ремонте сельскохозяйственной техники, в водохозяйственном и сельском строительстве была в составе коллектива удостоена Государственной премии СССР за выдающиеся достижения в труде 1983 года.
Живёт в Башкирии.